# Jon Gangoiti
Jon Gangoiti Llaguno (ur. 5 listopada 1951 w Bilbao) – hiszpański i baskijski ekonomista oraz polityk, poseł do Parlamentu Europejskiego II i III kadencji, deputowany i senator.

## Życiorys
Absolwent studiów ekonomicznych. Zaangażował się w działalność polityczną w ramach Nacjonalistycznej Partii Basków. W 1982 został wybrany do Kongresu Deputowanych z okręgu Vizcaya, reelekcję uzyskał w 1986. W latach 1986–1987 i 1989–1992 sprawował mandat eurodeputowanego. W latach 1993–2000 przez dwie kadencje wchodził w skład Senatu.
W 2001 uzyskał nominację na prezesa  przedsiębiorstwa Bilbao Air, którym zarządzał do czasu przejścia na emeryturę w 2017.